# 326-го кварталу
326-го кварталу (рос. 326-го квартала) — селище у складі Анжеро-Судженського міського округу Кемеровської області, Росія.
Стара назва — Квартал 326-й.

## Населення
Населення — 194 особи (2010; 282 у 2002).
Національний склад (станом на 2002 рік):
- росіяни — 56 %
- татари — 26 %